# Чаманов, Михаил Христофорович
Михаил Христофорович Чаманов (настоящая фамилия — Чаманян) (арм. Միխայիլ Խրիստոֆորովիչ Չամանով (Չամանյան)) (7 апреля 1908, Ахалцихе, Российская империя — 19хх) — советский и армянский драматург, партийный деятель и сценарист, заслуженный деятель искусств Армянской ССР (1966).

## Биография
Родился 7 апреля 1908 года в Ахалцихе. После окончания средней школы поступил сначала в Высшую партийную школу при ЦК КПСС, а затем на сценарный факультет ВГИКа, которые оба окончил успешно. До 1929 года работал в должности рабочего, начиная с 1929 года связал свою жизнь с кинематографом, сначала в качестве электроосветителя, затем в должностях ассистента и помощника режиссёра, далее стал режиссёром и сценаристом научно-популярного кинематографа, но также написал несколько сценариев для художественного кинематографа. С 1942 по 1948 год работал журналистом, дипломатическим работником МИДа Армянской ССР, партийным работником ЦК КП Армянской ССР. В качестве драматурга написал ряд пьес.
Дальнейшая судьба неизвестна.

## Фильмография

### Сценарист
- 1929 — Гляди в оба
- 1949 — Девушка Араратской долины
- 1957 — Кому улыбается жизнь
- 1968 — Встреча на выставке

## Членство в обществах
- Член Союза писателей СССР.